# Цианид лития
Циани́д ли́тия (циа́нистый ли́тий, химическая формула — LiCN) — неорганическая литиевая соль синильной кислоты.
При стандартных условиях, цианид лития — это бесцветные кристаллы без запаха, растворимые в воде.

## Физические свойства
Цианид лития образует бесцветные кристаллы
ромбической сингонии,
пространственная группа P bnm,
параметры ячейки a = 0,652 нм, b = 0,873 нм, c = 0,373 нм, Z = 4.
Растворим в воде. Весьма ядовит, ПДК = 0,3 мг/м3 (с обязательным контролем по циановодороду HCN).

## Химические свойства
1) Разложение цианида лития при нагревании до высоких температур (>600 °C) приводит к образованию цианамида лития и углерода.
2) Разложение цианида лития В атмосфере диоксида углерода при нагревании до аналогичных температур приводит к образованию оксида лития и оксидов азота.
Вытесняется более сильными кислотами с образованием синильной кислоты и соответствующих солей лития.

## Синтез
В лабораторной практике синтезы цианида лития с использованием синильной кислоты (например, взаимодействие бутиллития c сильной кислотой) практически не используются из-за ее высокой токсичности, в препаративной органической химии цианид лития генерируют in situ из малотоксичного и промышленно доступного ацетонциангидрина обработкой гидридом лития в подходящем апротонном растворителе, обычно тетрагидрофуране:
{\displaystyle {\ce {(CH3)2C(OH)CN + LiH -> LiCN + (CH3)2C=O + H2}}}

## Токсикология
Цианид лития, как и другие цианиды щелочных и щелочноземельных металлов,  очень токсичен.
В начале 1980-х существовали опасения, что цианид лития может образовываться в Li/SO2 батареях при взаимодействии лития анода этих батарей с ацетонитрилом электролита, что, при выбрасывании таких батарей на свалки может привести к загрязнению окружающей среды цианидами.
Тогда Министерство обороны США исследовало концентрации цианид-иона в водных «экстрактах» таких батарей, в условиях, имитирующих их разрушение на свалках и пришло к выводам, что концентрации цианида несущественны, однако в середине 2000-х в указаниях Минобороны США по утилизации таких батарей в качестве единственного загрязнителя окружающей среды упоминался только ацетонитрил - но не цианид.